# Phare de Kikut (Wisełka)
Le phare de Kikut est un phare situé sur l'île de Wolin, dans la commune de Wolin (Voïvodie de Poméranie occidentale - Pologne). Il est situé dans le Parc national de Wolin, au bord de la mer Baltique.
Ce phare est sous l'autorité du Bureau maritime régional (en polonais : Urząd Morski (pl)) de Szczecin.

## Histoire
L'ancien phare a été construit, en 1826, sur la base d'une ancienne tour de vigie au XIXe siècle. À sa construction, sa section était octogonale sur toute sa hauteur. Le phare est endommagé à cause d'un incendie en août 1839 et restauré en 1840.
Le phare actuel a été remis en service en 1962, après des travaux d'élévation et la mise en place d'une lanterne. La tour est en matériau brut, non peint, à part une bande rouge sous la galerie. Ce feu isophase émet, à une hauteur focale de 91 m, un éclat blanc d'une durée de 5 secondes toutes les 10 secondes, visible jusqu'à 45 kilomètres. C'est le phare le plus élevé de la côte baltique polonaise. Le phare est fermé au public.